# Сегизбаев, Есим Жукеевич
Есим Жукеевич Сегизбаев (14 апреля 1937 — 25 ноября 2018) — советский и казахский актёр театра и кино, актер дубляжа, переводчик, театральный педагог, профессор, «Отличник образования Республики Казахстан».

## История
Родился 17 апреля 1937 года в селе Сарыадыр Рузаевского района Кокшетауской области (в нынешней Акмолинской области).
В 1958 году окончил Щучинское золото-платиновый горный техникум. С 1958 по 1961 год служил в армии. В 1963 году окончил Казахскую национальную консерваторию им. Курмангазы по специальности «актерское кино и драма».
Сыграл более 50 ролей в Академическом театре для детей и юношества им. Г. Мусрепова и озвучил более 2000 фильмов в качестве актера дубляжа.
Актер скончался 25 ноября 2018 года.

## Трудовая деятельность
1. 1965—1978 — актер Казахского государственного академического театра для детей и юношества имени Габита Мусрепова
2. 1978—2018 — В Казахской национальной академии художеств работал преподавателем, старшим преподавателем, доцентом, профессором, проректором по воспитательной работе, секретарем ученого совета, деканом театрального факультета, директором учебного театра.

## Известные ученики
Среди учеников Есима Сезизбаева: 12 Народный артист Казахстана, 1 Народный артист Китая, 1 Лауреат Государственной премии Республики Казахстан, 14 Лауреаты Государственной премии Дарын, около 30 Заслуженный деятель и деятель культуры Казахстана.
1. Альпеисов, Бахытжан Ашималиевич — Заслуженный деятель Казахстана
2. Кыстыкбаев, Куандык Капсаланович — Заслуженный деятель Казахстана
3. Камиев, Сайлау Галымжанович — Заслуженный деятель Казахстана
4. Утеуил, Нуркен Ашимханович — Заслуженный деятель Казахстана
5. Бермухамбетова, Айнур Болатовна — Заслуженный деятель Казахстана
6. Отепберген, Аян Омиралиевич — актер кино и театра, Лауреат государственной молодёжной премии «Дарын»
7. Толепов, Асылхан Сайлауович — актер кино и театра, Лауреат государственной молодёжной премии «Дарын»
8. Торегали Тореали — казахстанский певец и актер
9. Иманбаева, Айгуль Сериккуловна — Заслуженный деятель Казахстана
10. Болманов, Кыдырали  Нуртаевич — певец, Лауреат государственной молодёжной премии «Дарын»

## Награды и звания
1. Профессор
2. Медаль «В ознаменование 100-летия со дня рождения Владимира Ильича Ленина» (1970)
3. Медаль «Ветеран труда» (1983)
4. Нагрудный знак «Отличник образования Республики Казахстан» (1996)
5. «Культурный деятель Республики Казахстан» (2000)
6. Медаль «10 лет независимости Республики Казахстан» (2001)
7. Орден «Курмет»
8. Нагрудный знак «Отличник культуры» РК